# رابربن
رابربن (Győr-Sopron-Ebenfurti Vasút) شرکت ترابری مجارستانی است، که در سال ۱۸۷۲ تأسیس شد.